# Sylvania, Alabama
Sylvania là một thị trấn thuộc quận DeKalb, tiểu bang Alabama, Hoa Kỳ. Dân số năm 2009 là 1401 người, mật độ đạt 64 người/km².